# اچ‌ام‌سی‌اس مورسبی (ام‌اس‌ای ۱۱۲)
اچ‌ام‌سی‌اس مورسبی (ام‌اس‌ای ۱۱۲) (به انگلیسی: HMCS Moresby (MSA 112)) یک کشتی بود که طول آن ۵۸٫۳ متر (۱۹۱ فوت) بود. این کشتی در سال ۱۹۷۳ ساخته شد.